# Johan Petter Nordlund
Johan Petter Nordlund, född 3 oktober 1880 i Nautijaur, Jokkmokks kommun, död där 13 juli 1969, var en svensk längdåkare tävlande för Jokkmokks SK. 
År 1910 arrangerades de första officiella svenska mästerskapen på skidor över 60 km (50 km efter 1926) i Härnösand. Johan Petter Nordlund åkte skidor från hemmet till Murjek, en sträcka på 12 mil, därifrån tåg till Härnösand. Blåsten var hård och det började regna under tävlingen, men med valla som bestod av tjära, lut och blyerts vann han loppet med tiden 6:11.24, nio minuter före tvåan.